# 夏普斯堡 (伊利諾伊州)
夏普斯堡（英語：Sharpsburg）是位於美國伊利諾伊州克里斯蒂安縣的一個非建制地區。該地的面積和人口皆未知。

## 地理
夏普斯堡的座標為39°36′50″N 89°21′04″W / 39.61389°N 89.35111°W，而該地的平均海拔高度為183米（即600英尺）。